# Coaș
Coaș is een Roemeense gemeente in het district Maramureș.

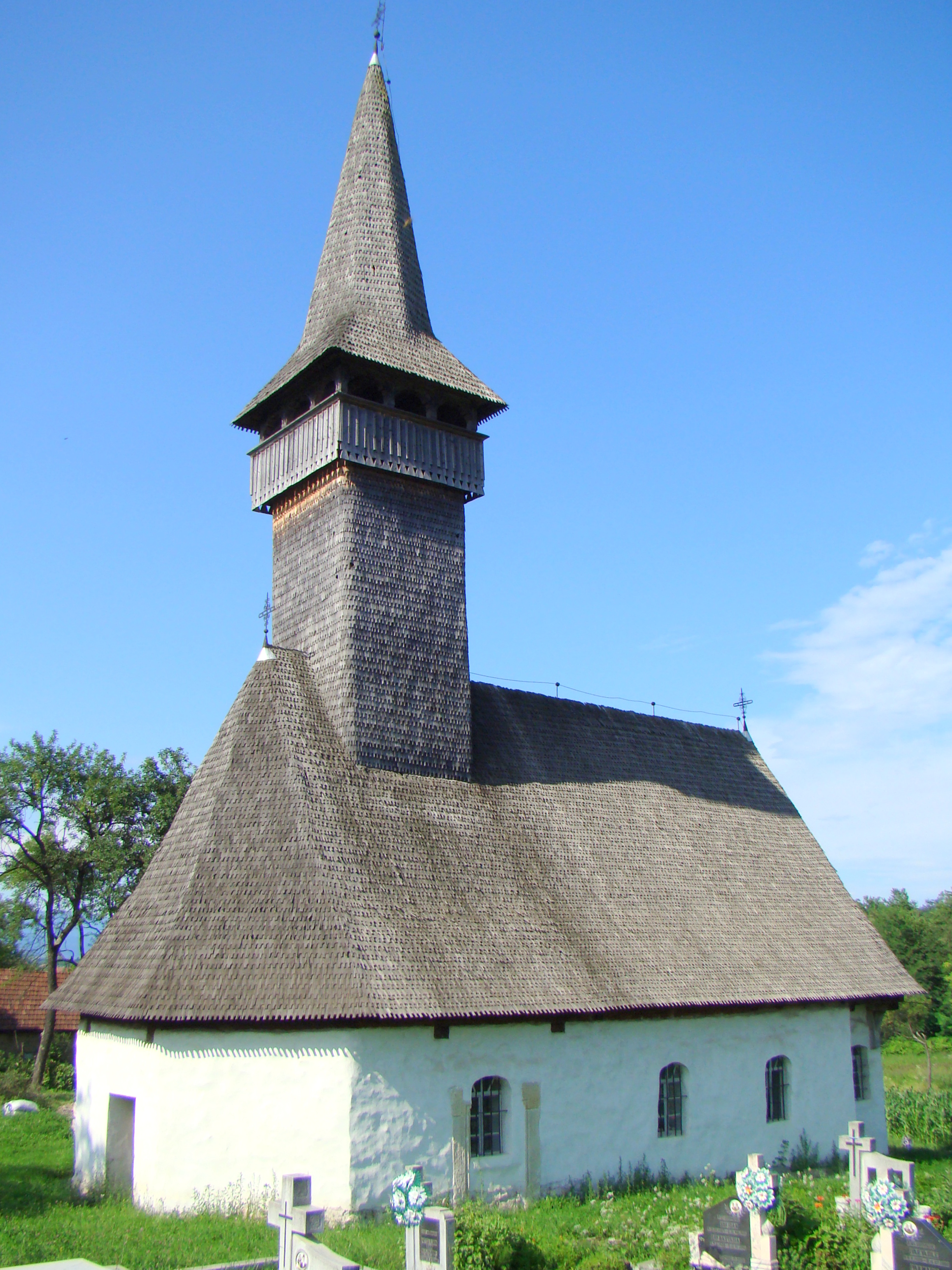
Houten kerk

Coaș telt 1393 inwoners.